# Varanus gilleni
Espèce
Statut CITES
Varanus gilleni est une espèce de sauriens de la famille des Varanidae.

## Répartition
Cette espèce est endémique d'Australie. Elle se rencontre dans le Territoire du Nord, au Queensland, en Australie-Méridionale et en Australie-Occidentale.

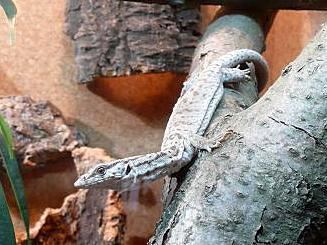

## Étymologie
Cette espèce est nommée en l'honneur de Francis James Gillen (1855-1912).

## Publication originale
- Lucas & Frost, 1895 : Preliminary notice of certain new species of lizards from central Australia. Proceedings of the Royal Society of Victoria, vol. 7, p. 264-269 (texte intégral).